# U-775
| U-775                      | U-775                                                          | U-775                                                          |
| -------------------------- | -------------------------------------------------------------- | -------------------------------------------------------------- |
|                            |                                                                |                                                                |
|                            |                                                                |                                                                |
|                            |                                                                |                                                                |
| Під прапором               | Третій рейх                                                    | Третій рейх                                                    |
| Спуск на воду              | 11 лютого 1944 року                                            | 11 лютого 1944 року                                            |
| Виведений зі складу флоту  | 9 травня 1945 року                                             | 9 травня 1945 року                                             |
| Сучасний статус            | потоплено                                                      | потоплено                                                      |
| Проєкт                     |                                                                |                                                                |
| Тип ПЧ                     | Торпедний ДПЧ                                                  | Торпедний ДПЧ                                                  |
| Основні характеристики     |                                                                |                                                                |
| Швидкість (надводна)       | 17,7 вузла                                                     | 17,7 вузла                                                     |
| Швидкість (підводна)       | 7,6 вузла                                                      | 7,6 вузла                                                      |
| Робоча глибина занурення   | 100 м                                                          | 100 м                                                          |
| Гранична глибина занурення | 220 м                                                          | 220 м                                                          |
| Екіпаж                     | 44 особи                                                       | 44 особи                                                       |
| Розміри                    |                                                                |                                                                |
| Довжина найбільша (по КВЛ) | 67,1 м                                                         | 67,1 м                                                         |
| Ширина корпусу найб.       | 6,2 м                                                          | 6,2 м                                                          |
| Висота                     | 9,6 м                                                          | 9,6 м                                                          |
| Середня осадка (по КВЛ)    | 4,70 м                                                         | 4,70 м                                                         |
| Водотоннажність надводна   | 769 т                                                          | 769 т                                                          |
| Озброєння                  |                                                                |                                                                |
| Артилерія                  | одна палубна гармата калібру 88-мм, одна 20-мм зенітна гармата | одна палубна гармата калібру 88-мм, одна 20-мм зенітна гармата |
| Торпедно- мінне озброєння  | 4 носових і один кормовий ТА. 14 торпед або 26 мін             | 4 носових і один кормовий ТА. 14 торпед або 26 мін             |

U-775 — німецький підводний човен типу VIIC, часів Другої світової війни.
Замовлення на будівництво човна віддане 21 листопада 1940 року. Човен заклали на верфі суднобудівної компанії «Kriegsmarinewerft» у місті Вільгельмсгафен 22 січня 1943 року під заводським номером 158, спущений на воду 11 лютого 1944 року. 23 березня 1944 року увійшов до складу 31-ї флотилії. Також за час служби входив до складу 11-ї флотилії. Єдиним командиром підводного човна був оберлейтенант-цур-зее Еріх Ташенмахер.
Човен виконав 2 бойових походи, у яких потопив 1 судно, 1 військовий корабель та пошкодив 1 судно.
Капітулював 9 травня 1945 року у Тронгеймі, Норвегія. 29 травня 1945 року переведено до Лох-Раяну, Шотландія. Потоплено 8 грудня 1945 року північніше Ірландії (55°40′ пн. ш. 08°25′ зх. д. / 55.667° пн. ш. 8.417° зх. д.) у рамках проведення операції «Дедлайт».

## Потоплені та пошкоджені кораблі[3]
| Назва          | Тип                | Належність      | Дата           | Тоннаж (БРТ) | Вантаж                                                            | Статус    | Місце                                                      |
| HMS Bullen     | фрегат             | Велика Британія | 6 грудня 1944  | 1 300        |                                                                   | потоплено | 58°30′ пн. ш. 05°03′ зх. д. / 58.500° пн. ш. 5.050° зх. д. |
| Solerdoc       | суховантажне судно | США             | 28 лютого 1945 | 1 926        | Баласт                                                            | потоплено | 52°15′ пн. ш. 05°35′ зх. д. / 52.250° пн. ш. 5.583° зх. д. |
| Empire Geraint | суховантажне судно | Велика Британія | 6 березня 1945 | 6 991        | 4635 т генеральних вантажів, включно з 2800 т морожених продуктів | потоплено | 51°30′ пн. ш. 05°00′ зх. д. / 51.500° пн. ш. 5.000° зх. д. |